# ناحية صور
ناحية صور إحدى نواحي سوريا تتبع إداريّاً لمحافظة دير الزور منطقة دير الزور ومركزها بلدة صور، بلغ تعداد سكان الناحية 37,552 نسمة حسب التعداد السكاني لعام 2004.

## بلدات وقرى ناحية صور
أبو النيتل، بسيتين، غريبة شرقية، الحريجي، الحريجية، الحصين، الجاسمي، جرية، معيجيل، المويلح، النملية، ربيضة، رويشد، صور، غريبة.